# Карасьє (Частоозерський округ)
Кара́сьє (рос. Карасье) — присілок у складі Частоозерського округу Курганської області, Росія.
Населення — 7 осіб (2010, 40 у 2002).
Національний склад станом на 2002 рік:
- росіяни — 97 %